# Gandon
Gandon is een bestuurslaag in het regentschap Temanggung van de provincie Midden-Java, Indonesië. Gandon telt 2898 inwoners (volkstelling 2010).